# Teddys Frühlingsfahrt
Teddys Frühlingsfahrt ist eine deutsche Filmkomödie von 1915 innerhalb der Stummfilmreihe Teddy. Hauptdarsteller ist Paul Heidemann.

## Hintergrund
Produziert wurde der Stummfilm von Teddy Film Berlin. Die Lehrer Hamburg belegten ihn mit einem Jugendverbot (Nr. 5113).